# Folldal
Folldal est une commune norvégienne située dans le comté d'Innlandet. Elle fait partie de la région de Østerdalen.

## Géographie
La commune s'étend sur 1 276,88 km2 dans le nord du comté, en limite avec celui de Trøndelag.